# Haut-shérif

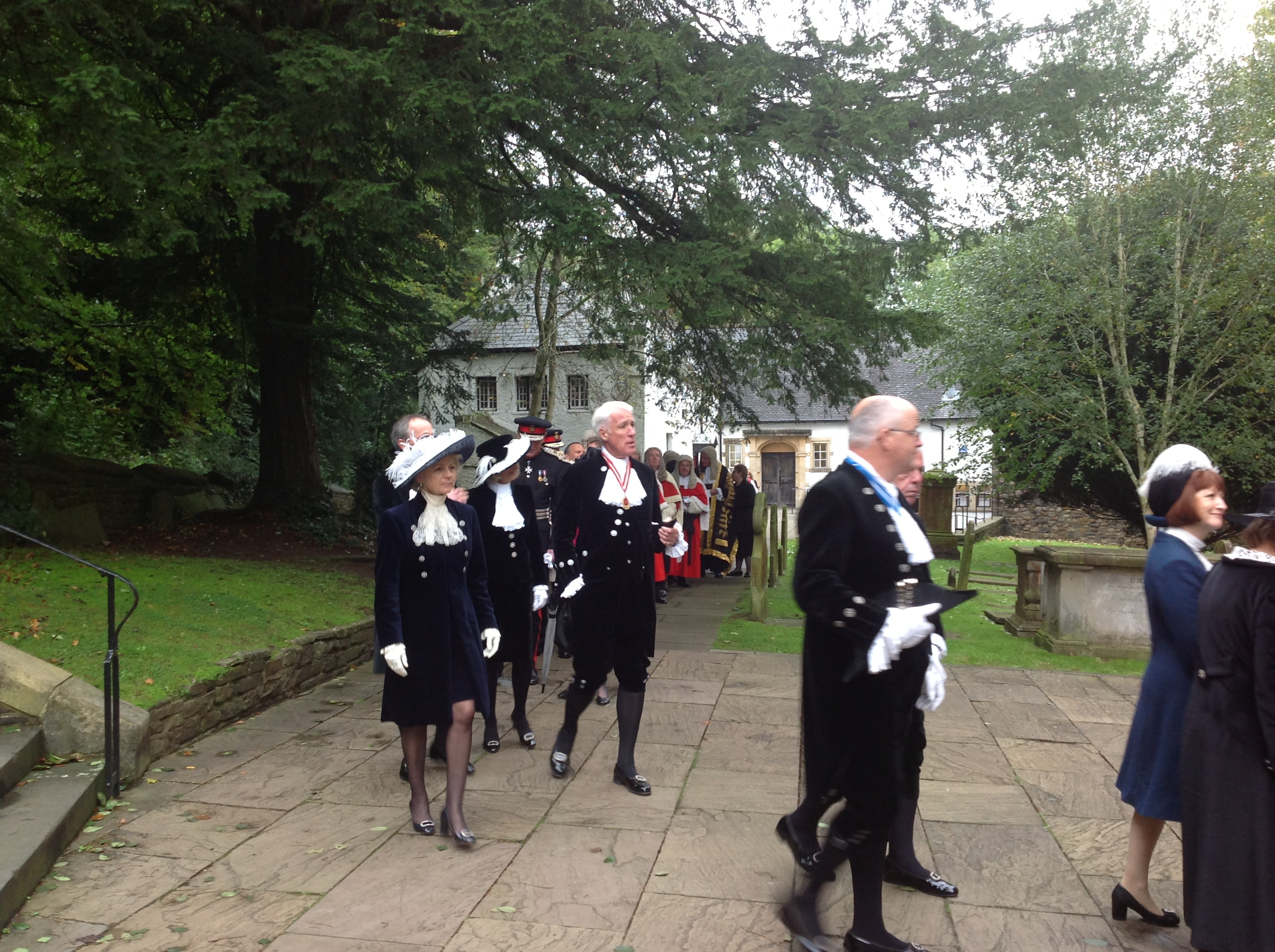
Les hauts shérifs portent habituellement des costumes de robe de cour en velours lors d'occasions formelles.

Un haut-shérif (High sheriff) est un officier de cérémonie pour chaque comté d'Angleterre et du pays de Galles et d'Irlande du Nord. C'est aussi le shérif en chef de plusieurs shérifs payés aux États américains qui surclasse et commande les autres dans leurs fonctions judiciaires. Au Canada, le haut-shérif fournit des services administratifs aux cours suprêmes et provinciales.
Le service existait dans l'État libre d'Irlande, mais a été supprimé en 1926.

## Voir également
- Shérif
- Bailli
- Huissier de justice

## Sources
- (en) W. A. Morris, « The Office of Sheriff in the Early Norman Period », English Historical Review, Oxford University Press, vol. 33, no 130,‎ 1918, p. 145–175 (lire en ligne, consulté le 21 décembre 2022)
- (en) « Palatinate High Sheriffs », sur Duchy of Lancaster (consulté le 5 août 2008)
- (en) « Duchy of Lancaster: Records of Appointment of the High Sheriff of the County Palatine of Lancaster », sur The National Archives (consulté le 5 août 2008)
- (en) « Former Birkenhead pupil is our new High Sheriff », sur Wirral Globe (consulté le 5 août 2008)
- (en) « History of the Duchy of Lancaster and the Office of High Sheriff », sur Lancaster Priory (consulté le 5 août 2008)
- (en) George Atkinson, A Practical Treatise on Sheriff-Law, William Crofts, 1839 (OCLC 13722386, lire en ligne)
- (en) George Atkinson, Sheriff-Law, Longman, Brown, Green, and Longmans, 1854 (OCLC 34650185, lire en ligne)
- (en) Cameron Churchill et A. Carmichael Bruce, The law of the office and duties of the sheriff, Stevens & Sons, 1879 (OCLC 15085483, lire en ligne)
- (en) William Holdsworth, A History of English Law In Sixteen Volumes, vol. III, 7th, 1956